# وادیمس واسیلفسکیس
وادیمس واسیلفسکیس (لتونیایی: Vadims Vasiļevskis؛ زادهٔ ۵ ژانویهٔ ۱۹۸۲) پرتاب‌گر نیزه اهل لتونی است.
وی در مسابقات کشوری و بین‌المللی در مجموع برندهٔ ۱ مدال طلا، ۱ مدال نقره شده‌است.